# Sound Elixir
Albums de Nazareth
2XS
(1982) The Catch
(1984)
Sound Elixir est le quatorzième album studio du groupe écossais Nazareth, sorti en novembre 1983.

## Sound Elixir
Paroles et Musiques : Pete Agnew, Manny Charlton, Dan McCafferty, Darrell Sweet, Billy Rankin.
1. All Nite Radio [4 min 07 s]
2. Milk & Honey [4 min 05 s]
3. Whippin' Boy [4 min 41 s]
4. Rain On The Window [4 min 21 s]
5. Backroom Boys [3 min 19 s]
6. Why Don't You Read The Book [3 min 42 s]
7. I Ran [4 min 26 s]
8. Rags To Riches [3 min 22 s]
9. Local Still [3 min 29 s]
10. Where Are You Now [3 min 53 s]

## Musiciens
- Dan McCafferty (chant)
- Manny Charlton (guitares)
- Billy Rankin (guitares, chant)
- Pete Agnew (basse, chant)
- Darrell Sweet (batterie, percussions)

## Crédits
- Produit par Manny Charlton
- Enregistré par Calum Malcolm, assisté de Mike Fraser
- Mixé aux Castle Sound Studios, Pentcaitland (Écosse)